# Christian Neddens

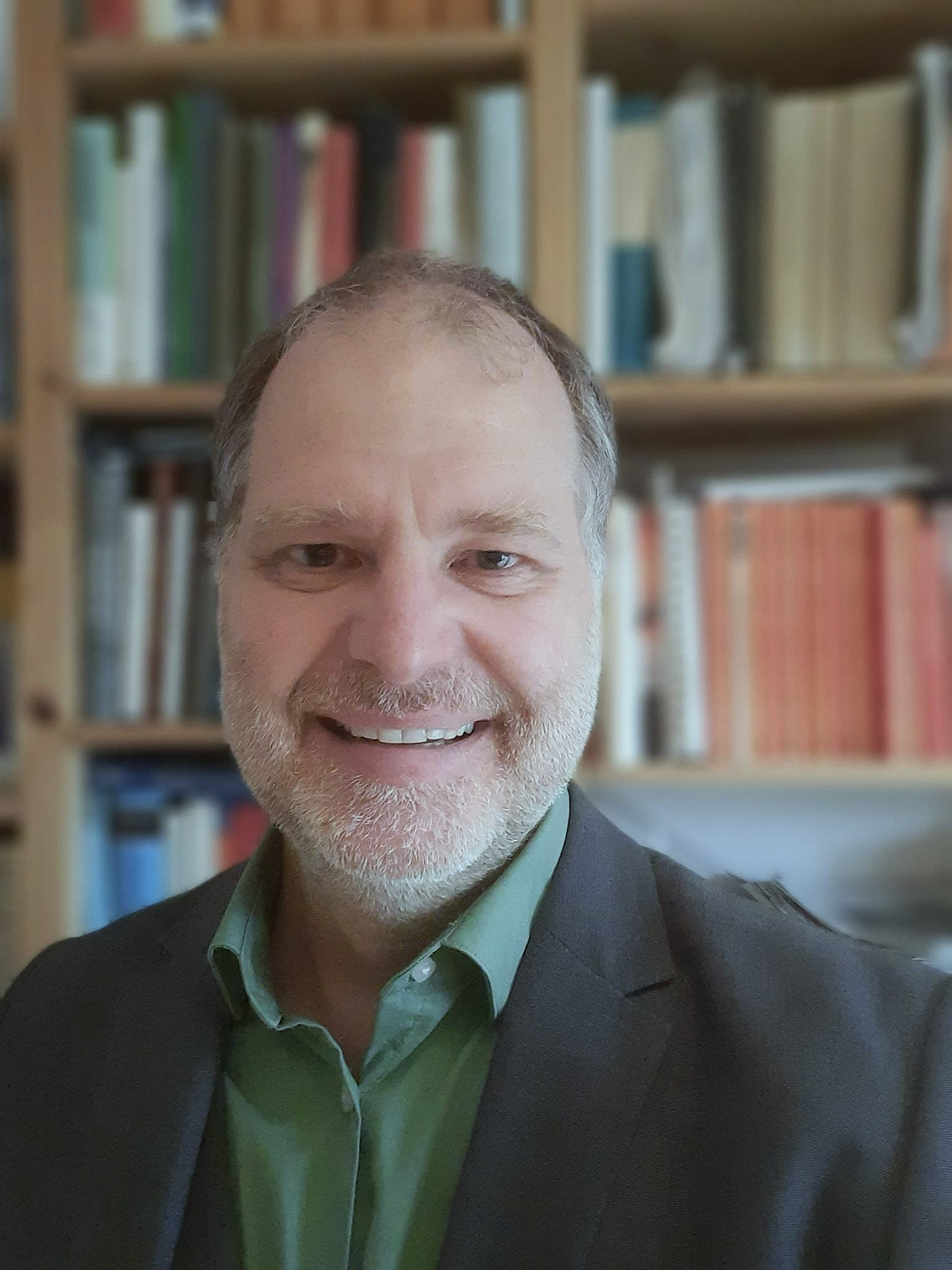
Christian Neddens (2024)

Christian Neddens (* 1972 in Berlin) ist ein deutscher lutherischer Theologe der Selbständigen Evangelisch-Lutherischen Kirche (SELK).

## Leben und Wirken
Neddens studierte evangelische Theologie in Bonn, Göttingen und Oberursel. Im Anschluss war er wissenschaftlicher Assistent an der Lutherischen Theologischen Hochschule Oberursel. Er absolvierte sein Vikariat in Farven und wurde 2005 Pfarrer in Brunsbrock. Nebenamtlich war er Bezirksjugendpfarrer. Nach der Promotion 2008 an der Universität Greifswald wurde Neddens 2010 wissenschaftlicher Mitarbeiter in der Systematischen Theologie und in der Religionspädagogik an der Universität des Saarlandes. 2018 wurde er zum Professor für Systematische Theologie an der Lutherischen Theologischen Hochschule (LThH) Oberursel berufen. 2022 habilitierte er sich an der Universität des Saarlandes.
Seit September 2024 ist Neddens Direktor der Europäischen Melanchthon-Akademie in Bretten. Bedingt durch diese Tätigkeit verließ er den Lehrstuhl für Systematische Theologie an der LThH zum Ende des Wintersemesters 2024/2025.

## Forschungsschwerpunkte
Neddens Forschungsschwerpunkte sind Rechtfertigungslehre; Relationen von Christologie und Anthropologie, politische Theologie und politische Ethik, Kreuzestheologie, Bildtheologie und Bildtheorie, das Verhältnis von Religion und Kunst, sowie Kirchen- und Theologiegeschichte der Reformationszeit und des 19. und 20. Jahrhunderts mit Schwerpunkt Kirche im Nationalsozialismus und Kirche in der DDR.

## Mitgliedschaften
Neddens ist Vorsitzender der Hans Iwand Stiftung e.V. Er ist Mitglied der Internationalen Bonhoeffer-Gesellschaft, der Wissenschaftlichen Gesellschaft für Theologie, des Kuratoriums der Luther-Akademie Sondershausen-Ratzeburg, der Theologischen Kommission der SELK und der Hermann-Sasse-Jury.

## Schriften (Auswahl)
Als Autor
- mit Robert Kolb: Gottes Wort vom Kreuz. Lutherische Theologie als kritische Theologie. Lutherische Theologische Hochschule, Oberursel 2001, ISBN 3-921613-41-8.
- Glaubenskurse für Erwachsene – eine Chance für lutherische Gemeinden? Lutherische Theologische Hochschule, Oberursel 2006, ISBN 3-921613-46-9.
- Politische Theologie und Theologie des Kreuzes. Werner Elert und Hans Joachim Iwand (=Forschungen zur systematischen und ökumenischen Theologie 128), Vandenhoeck & Ruprecht, Göttingen 2010, ISBN 978-3-525-56354-0.
- mit Karlo Meyer, Monika Tautz, Mo Yanik: Schabbat Schalom, Alexander! Christlich-jüdische Begegnung in der Grundschule. Vandenhoeck & Ruprecht, Göttingen 2016, ISBN 978-3-525-77016-0.

Als Herausgeber
- mit Gerard den Hertog: Über das Zusammenleben in einer Welt. Grenzüberschreitende Anstöße Hans Joachim Iwands (1899-1960). Gütersloher Verlagshaus, Gütersloh 2014, ISBN 978-3579081762.
- mit Amalia Barboza, Michael Hüttenhoff, Stefanie Lorenzen: Spektakel der Transzendenz. Kunst und Religion in der Gegenwart. Königshausen & Neumann, Würzburg 2016, ISBN 978-3-8260-5939-1.
- mit Christoph Barnbrock: Simul-Existenz. Spuren reformatorischer Anthropologie (=Lutherische Theologie im Gespräch Bd. 1). Evangelische Verlagsanstalt, Leipzig 2019, ISBN 978-3-374-05919-5.
- mit Christoph Barnbrock: Fides, Confessio & Pietas. Studien zur Wirkungsgeschichte der Reformation. Festgabe für Ernst Koch zum 90. Geburtstag (=Glauben und Bekennen Bd. 1). Evangelische Verlagsanstalt, Leipzig 2021, ISBN 978-3-374-06792-3.
- mit Michael Basse: Anstoß des Kreuzes. Kreuzestheologische Aufbrüche im 20. und 21. Jahrhundert (=Lutherische Theologie im Gespräch Bd. 3). Evangelische Verlagsanstalt, Leipzig 2021, ISBN 978-3-374-06893-7.
- mit Ben Haupt, Michael Basse, Gerard den Hertog: Hans Joachim Iwand on Church and Society, opened by the Kingdom of God, Bloomsbury Publishing: London/New York (=T&T Clark Enquiries in Theological Ethics) 2023, ISBN 978-0567700032.
- mit Anne Käfer, Gilberto da Silva, Tobias Schütze: Unter einem Christus sein! Und streiten? Über Taufe und Anerkennung in ökumenischer Absicht (=Lutherische Theologie im Gespräch Bd. 5). Evangelische Verlagsanstalt, Leipzig 2024, ISBN 978-3-374-07545-4.